# Adriana Fonseca
Adriana Fonseca Castellanos (Veracruz, 16 marzo 1977) è un'attrice messicana.

## Biografia
Dopo aver vinto El rostro de El Heraldo de México nel 1997, Adriana Fonseca ha ottenuto popolarità recitando nelle soap La usurpadora e Rosalinda. Negli anni successivi è apparsa in Amigos por siempre, Gotita de amor e Preciosa. Tra il 2012 e il 2013 è stata protagonista di Corazón valiente, grazie alla quale è stata candidata per un Premios People en Español.
L'attrice ha partecipato inoltre ad alcune produzioni teatrali, come Mama nos quita los novios e Departamento de solteros.

## Filmografia

### Cinema
- La tregua, regia di Alfonso Rosas Priego hijo (2003)
- Por mujeres como tu, regia di Christian González (2004)
- 7 mujeres, 1 homosexual y Carlos, regia di Rene Bueno (2004)
- Por tú culpa, regia di Gonzalo González (2012)
- Escape from Ensenada, regia di Brandon Slagle (2017)

### Televisione
- Preciosa - serial TV, 3 episodi (1998)
- La usurpadora - serial TV, 70 episodi (1998)
- Más allá de la usurpadora - film TV (1998)
- Rosalinda – serial TV, 13 episodi (1999)
- Mujer, casos de la vida real – serial TV, 2 episodi (1999-2001)
- Amigos por siempre – serial TV, 2 episodi (2000)
- Mujer bonita – miniserie TV, 10 episodi (2001)
- Atrévete a olvidarme - serie TV, 3 episodi (2001)
- Mariana de la noche – serial TV, 135 episodi (2003-2004)
- Contra viento y marea – serial TV, 46 episodi (2005)
- Bajo las riendas del amor – serial TV, 150 episodi (2007)
- Corazón valiente – serial TV, 202 episodi (2012-2013)
- Papás por conveniencia – serial TV, 82 episodi (2024-2025)